# Tommy Hilfiger (предузеће)
Томи Хилфигер, раније позната као Томи Хилфигер Корпорација, је Америчка мултинационална компанија која се бави дизајном и производњом одеће за мушкарце, жене и децу, и широког спектра лиценцираних производа као што су обућа, прибор, парфеми и намештај за кућу Компанија је основана 1985. и данас се продаје у робним кућама и преко 1400 малопродајних објеката у преко 90 земаља. 2006. године фирма „Apax Partners” постаје партнер са Томи Хилфигером за око 1,6 америчких долара милијарди , и у мају 2010. „PVH Corp.” (тада позната као Philips van Heusen) купује компанију.
Данијел Грајдер је именован за директора у јулу 2014. док оснивач Томи Хилфигер остаје главни дизајнер компаније. Укупна зарада овог бренда 2013. била је 6,4 америчких долара милијарди, а 2014. $6,7 милијарди.

## Историја

### Позадина и оснивање (1960—1990)
Каријера Томи Хилфигера у моди почиње 1969. када са пријатељем оснива ланац продавница „People’s Place” у Њујорку. Користећи $150 које је уштедео радећи на бензијској пумпи он проширује своју фирму у ланац од 10 радњи. Упркос почетном успеху „People’s Place” банкротира 1977. а већ 1979. Хилфигер се сели у Њујорк да настави каријеру модног креатора, радећи за неколико различитих линија, укључујући „Jordache Jeans”. Почетком 1980. он упознаје Мохана Мурханија у нади да ће лансирати линију мушке одеће. Уз подршку Мурханија 1985. избацује своју прву колекцију. Младалачки изглед ове прве колекције постаће заштитни знак бренда Томи Хилфигер. Направљена је велика маркетиншка кампања приликом изласка нове колекција која је укључивала велики билборд на Тајмс Скверу. Фирму Томи Хилфигер 1989. Мурхани напушта као и Силас Чоу који је требало да пружа финансијску подршку. Те године Лоренс Строл и Џоел Хоровиц, обојица бивши директори Ралф Лорена, бивају постављени на чело Томи Хилфигера.

### Раст популарности и производне линије (деведесете)
Томи Хилфигер излази у јавност 1992. Након лиценцирања „Pepe Jeans” 1995. а 1996. Томи Хилфигер почиње дистрибуцију и женске одеће. На крају следеће године Хилфигер је отворио прву радњу на Беверли Хилсу, коју су потом пратиле радње у Лондону 1998. Компанија је покренула линију и кревета и купки 1998.
Током деведесетих фирма се повезала са популарном музичком индустријом. Почетком 1993. Хилфигер је постао спонзор Питу Таунсенду на његовој турнеји. Овај стил са великим логом постаје популаран и хип хоп уметницима средином деведесетих. Када је Снуп Дог носио Хилфигерову мајицу током наступа на „Saturday Night Live” 1990. одмах сутрадан биле су распродате све мајице у радњама Њујорка. Хилфигер наставља да флертује са хип хоп тржиштем и репери као што су Пафи и Колио излазе током својих наступа у Хилфигеровој гардероби. Колекција је често повезана са музичком индустријом, и Америчка звезда Алиа постаје заштитно лице Томи Хилфигера. Касније ова фирма је спонзорисала турнеје Шерил Кроу 1997. Бритни Спирс и Лени Кравиц 1999. 

### „PVH” аквизиција и скорашње године(двехиљадите)
Женска интимна линија уведена је 2001. Након продаје и нето прихода настао је пад 2001., укупна продаја фирме 2002. била је 1,87 америчких долара милијарди. Између 2000. и 2009. продаја је пала са 1,9 америчких долара милијарди на 700 милиона америчких долара. Током истог периода, продаја у Европи износила је 1,3 америчких долара милијарди. 2003. Хилфигеров директор Фред Геринг и Хилфигер одлучују да убудуће више инвестирају у инострано тржиште. Геринг такође прилагођава пословни модел европском тржишту и спроводи партнерство са чак 4500 робних кућа и мањих бутика у 15 земаља.
Хилфигер одобрава парфем „True Star” који је изашао 2004. а на чијем је постеру била Бијонсе. Овај парфем је освојио на „FiFi Award” награду за најбољи нови комерцијални парфем. 2004. фирма Томи Хилфигер је имала око 5400 запослених и приход од око 1,8 америчких долара милијарди. 2006. Томи Хилфигер продаје своју фирму за 1,6 америчких долара милијарди приватној компанији „Apax Partners”. Након што је Геринг преузео контролу и над Америчким тржиштем, приходи фирме Томи Хилфигер су почели да расту 2010.
У марту 2010. Филип Ван Хојсен купује Томи Хилфигер за 3 америчких долара милијарди у споразуму у којем је „PVH” платила седам пута више него Кевин Клајн 2003. Фред Геринг који је покренуо европско тржиште 1996. преузима улогу директора. Глобална продаја 2013. била је 6,4 америчких долара милијарди, а 2014. $6,7 милијарди. Данијел Грејдер је именован за директора фирме Томи Хилфигер у јулу 2014. Бивши директор Геринг је постао почасни председник Томи Хилфигера. У јануару 2015. Томи Хилфигер приказује изложбени салон дигиталне продаје у Њујорку, где је „WGSN” изнео мишљене да би ово могла бити трансформација традиционалне куповине. Са планом да отвори изложбу и у другим градовима, Хилфигер описује изложбу као „иновација процеса уштеде трошкова дуж целог ланца вредности.” Геринг подноси оставку на место директора фирме у августу 2015. иако је задржао своју улогу у „PVH.” Томи Хилфигер остаје главни дизајнер, води тимове дизајна и надгледа цео процес.

## Производна линија
Томи Хилфигер испоручује производе широм света под брендом Томи Хилфигер и Хилфигер Деним, такође има широку колекцију која укључује Хилфигер колекцију, Томи Хилфигер Тејлорд, мушку, женску и дечију спортску одећу, тексас, прибор и патике. У додатку, бренд је лиценциран за широк опсег производа као што су парфеми, наочаре, сатови и кућни намештај.
- Томи Хилфигер – главна линија Томи Хилфигер бренда, као и код других линија, под великим је утицајем класичне Америчке моде, или тачније оно што компанија назива „препи.” То је намењено купцима између 25 и 40 година.[3]

- Хилфигер Деним – лежернија него етикета Томи Хилфигер, њихова мета су мушкарци и жене између 18 и 30 година. Осим џинса, ова линија укључује тексас одећу, патике, торбе, прибор, наочаре и парфеме.[3]

## Услови запослених
Касних деведесетих година прошлог века, Томи Хилфигер и друге велике текстилне Америчке компаније као што су Кевин Клајн и Сирс су оптужени због лоших услова запослених у Саипану. Након групног договора када су признали одговорност, у марту 2000. Томи Хилфигер добровољно дозвољава независан надзор у производњи на острву. У марту 2012. ABC емитује да је 29 запослених умрло у пожару у производњи у Бангладешу где су запослени фирме Томи Хилфигер страдали у несрећи. „PVH” издаје саопштење за јавност, где они нуде милион долара за двогодишњи програму ради побољшања безбедности. Фирма најављује да неће одустати од производње у Бангладешу. Томи Хилфигер после потписује бангладшки сигурносни споразум са 80 другх западних трговаца са циљем заштите синдиката 2014. „PVH” се саветовао око инвестирања у Етиопији у односу Томи Хилфигер - Кевин Клајн, око радничких права као кључ тачке договора. 2016. (ICN) извештава да текстилни радници у Бангалору раде у условима сличном робству. Текстилне компаније H&M, „Inditex”, „C&A” и „PVH” се јавно залажу за побољшање услова запослених у Бангалору након репортаже.

## Маркетинг и оглашавање
Да би 1985. лансирао своју прву колекцију, Хилфигер је запослио графичког дизајнера Џорџа Луиса да му направи билборд на центру Тајмс сквера у Њујорку. Уместо модела, оглас је садржао 3 добро позната модна дизајнера, Пери Елис, Ралф Лорена и Кевин Клајна. То је била најава да је Томи Хилфигер следећи велики модни дизајнер. Билборд је створио пометњу у модним часописима и успешно је направљена свест о бренду Томи Хилфигер. Једна кампања деведесетих поредила је Хилфигеров Амерички стил са другим иконским Америчким класицима као што је 1995. био Тандербирд и 1940. мотори Харли Дејвидсон. Хилфигер је флертовао са новим хип хоп тржиштем деведесетих година. Репери Пафи и Колио су носили његову одећу током својих наступа.
Од 2002. до 2006. Томи Хилфигер је имао право на име Џоунс Бич Театр позориште на Лонг Ајленду, једно од најпопуларних музичких места у Америци. Почевши од 2010. у сарадњи са Њујоршким рекламирањем фирми „Laird & Partners”, фирма Томи Хилфигер покренула је рекламирање кампање „Хилфигер.” Прва кампања, за јесен 2010. била је сликање врата колеџа, затим сликање тениског терена, камповања, Ајви Лиг колеџа и Малибу плаже. Колекција пролеће и лето 2015. је била приказана на венчању у Сономи, а на Америчком фудбалском стадионом за колекцију јесен и зиму.
Бренд је направио турнеју 2011. која је изабрала специјалне поп ап радње у Паризу, Њујорку, Лондону, Стокхолму, Лос Анђелесу, Мадриду, Милану, Немачком острву Силт и белгијском граду Кнок. Хилфигер је направио лични наступ са аутором и „препи” експертом Лисом Бибрнах, као дизајнер специјалне колекције одеће да подржи иницијативу. Бренд је славио тридесету годишњицу 2015. и фирмино славље је прилика за модну турнеју. Између других догађаја, у Пекингу, маја 2015. бренд је поново креирао њихову „New York Fashion Week” први пут ван земље. Пар Оливиа Палермо и Јоханес Хебел су такође допринели као уредници за лето 2015. мушке и женске колекције. За јесен 2015. Рафаел Надал је био амбасадор бренда за доњи веш и Томи Хилфигер тејлорд колекције.

## Локације
Са главном канцеларијом у Амстердаму, фирма Томи Хилфигер је глобална водећа продавница на следећих седам локација.
- Пета авенија, Њујорк (отворена у септембру 2009)
- Шанзелизе, Париз (отворена у априлу 2010)
- Брамптон, Лондон (отворена у августу 2011)
- Омотесандо, Токио (отворена у априлу 2012)
- Улица Реџент, Лондон (отворена у новембру 2014)
- Булевар Робертсон, Лос Анђелес (отворена у фебрару 2013)
- Шадовстрасе, Диселдорф (отворена у августу 2013)

Поред водећих продавница, велике продавнице с налазе у следећим градовима :
Амстердам, Пекинг, Берлин, Богота, Буенос Ајрес, Кан, Даблин, Фиренца, Франкфурт, Хамбург, Хелсники, Хонгконг, Истанбул, Лондон, Луксембург, Мадрид, Мексико Сити, Мајами, Милан, Монтреал, Москва, Мумбај, Минхен, Њујорк, Осака, Панама Сити, Сантиаго, Сао Пауло, Сеул, Шангај, Сингапур, Сиднеј, Тел Авив, Ванкувер, Беч и Цирих.
Фирма ради у стотинама продавница широм света, а ћерка фирме је Томи Хилфигер Јапан, на пример, у 170 продавница било је 1000 запослених у 2014. На Тајланду је отворена прва продавница 2015.
- Продавница у Токију
- Продавница у Паризу, француска 2015
- Продавница 2011
- Продавница у Италији 2012
- Продавница на Менхетну 2014

## Признања
Следи изабран списак награда и признања које је освојила фирма Томи Хилфигер
- 1997: FiFi Awards - мушки парфем године, парфем „Томи”
- 1998: Parsons School of Design – Дизајнер Године
- 1998: GQ Magazine – Дизајнер године за издање „мушкарац године”
- 2000: FiFi Awards - најбоља маркетиншка иновација, средство за хигијену „Томи”
- 2002: GQ Germany – Интернационални дизајнер године
- 2002: Drug Abuse Resistance Education – будућа америчка награда за филантропске напоре за Америчку младост
- 2006: GQ Spain – Дизајнер године
- 2008: Women’s Wear Daily - Број 1. дизајнер и 16. бренд у једногодишњој „100 листи”
- 2009: UNESCO – Унеско награда за филантропске напоре